# Vera Ilić-Đukić
Vera Ilić-Đukić (Beograd, 21. svibnja 1928. – Budva, 16. lipnja 1968.) je bila srbijanska filmska, televizijska i kazališna glumica i komičarka.

## Filmografija

### Televizijske uloge
- "Servisna stanica" kao Mara (1959. – 1960.)
- "Muzej voštanih figura" kao ličnost nijemog filma (1962. – 1963.)
- "Ogledalo građanina Pokornog" kao jedna od pretkinja (1964.)
- "Licem u naličje" (1965.)
- "Crni snijeg" kao Vesna (1966.)
- "Ljudi i papagaji" (1966.)
- "Spavajte mirno" kao Bojka (1968.)

### Filmske uloge
- "Živjeće ovaj narod" kao Jagoda (1947.)
- "Jezero" kao Mara (1950.)
- "Čudotvorni mač" kao Vida (1950.)
- "Tuđe dijete" kao Raja (1959.)
- "Doktor glavom i bradom" (1961.)
- "Nema malih bogova" kao Mara (1961.)
- "Sreća u torbi" kao Mara (1961.)
- "Ćutljiva žena" (1963.)
- "Na mjesto, građanine Pokorni!" kao Desanka "Dejzi" (1964.)
- "Put oko svijeta" kao Persa (1964.)
- "Leđa Ivana Groznog" (1965.)
- "Servisna stanica" kao Mara (1966.)
- "Zlatna praćka" kao Julie (1967.)

## Vanjske poveznice
- Vera Ilić-Đukić u internetskoj bazi filmova IMDb-u (engl.)